# Liste des représentants des États-Unis pour l'Oregon
Les représentants de l'Oregon sont les membres de la Chambre des représentants des États-Unis élus pour l'État de l'Oregon, ils sont au nombre de 6 depuis le recensement de 2020, nombre effectif aux élections de 2022.

## Représentants actuels
| District | Représentant | Représentant     | Parti       | Siège depuis le                              |
| -------- | ------------ | ---------------- | ----------- | -------------------------------------------- |
| 1er      |              | Suzanne Bonamici | Démocrate   | 31 janvier 2012 (13 ans, 1 mois et 21 jours) |
| 2e       |              | Cliff Bentz      | Républicain | 3 janvier 2021 (4 ans, 2 mois et 21 jours)   |
| 3e       |              | Maxine Dexter    | Démocrate   | 3 janvier 2025 (2 mois et 21 jours)          |
| 4e       |              | Val Hoyle        | Démocrate   | 3 janvier 2023 (2 ans, 2 mois et 21 jours)   |
| 5e       |              | Janelle Bynum    | Démocrate   | 3 janvier 2025 (2 mois et 21 jours)          |
| 6e       |              | Andrea Salinas   | Démocrate   | 3 janvier 2023 (2 ans, 2 mois et 21 jours)   |

## De 1859 à 1893
À partir du 4 mars 1849, le territoire de l'Oregon envoie un délégué à la Chambre des représentants. Lorsque l'Oregon accède au statut d'État le 14 février 1859, il élit un représentant dans le district congressionnel at-large de l'Oregon, qui regroupe l'ensemble de l'État.
| Délégué                                     | Délégué                                     | Parti                                       | Mandat                                                     |
| ------------------------------------------- | ------------------------------------------- | ------------------------------------------- | ---------------------------------------------------------- |
|                                             | Samuel Thurston                             | Démocrate                                   | 4 mars 1849 - 3 mars 1851 (1 an, 11 mois et 27 jours)      |
|                                             | Joseph Lane                                 | Démocrate                                   | 4 mars 1851 – 14 février 1859 (7 ans, 11 mois et 10 jours) |
| Représentant                                | Représentant                                | Parti                                       | Mandat                                                     |
|                                             | La Fayette Grover                           | Démocrate                                   | 14 février - 3 mars 1859 (17 jours)                        |
|                                             | Lansing Stout                               | Démocrate                                   | 4 mars 1859 - 3 mars 1861 (1 an, 11 mois et 27 jours)      |
|                                             | Andrew J. Thayer                            | Démocrate                                   | 4 mars - 30 juillet 1861 (4 mois et 26 jours)              |
|                                             | George K. Shiel                             | Démocrate                                   | 30 juillet 1861 - 3 mars 1863 (1 an, 7 mois et 1 jour)     |
|                                             | John R. McBride                             | Républicain                                 | 4 mars 1863 - 3 mars 1865 (1 an, 11 mois et 27 jours)      |
|                                             | James H. D. Henderson                       | Républicain                                 | 4 mars 1865 - 3 mars 1867 (1 an, 11 mois et 27 jours)      |
|                                             | Rufus Mallory                               | Républicain                                 | 4 mars 1867 - 3 mars 1869 (1 an, 11 mois et 27 jours)      |
|                                             | Joseph S. Smith                             | Démocrate                                   | 4 mars 1869 - 3 mars 1871 (1 an, 11 mois et 27 jours)      |
|                                             | James H. Slater                             | Démocrate                                   | 4 mars 1871 - 3 mars 1873 (1 an, 11 mois et 27 jours)      |
|                                             | Joseph Gardner Wilson                       | Républicain                                 | 4 mars - 2 juillet 1873 (3 mois et 28 jours)               |
| Siège vacant à la suite du décès de Wilson. | Siège vacant à la suite du décès de Wilson. | Siège vacant à la suite du décès de Wilson. | 3 juillet - 30 novembre 1873                               |
|                                             | James W. Nesmith                            | Démocrate                                   | 1er décembre 1873 - 3 mars 1875 (1 an, 3 mois et 2 jours)  |
|                                             | George Augustus La Dow                      | Démocrate                                   | 4 mars - 2 mai 1875 (1 mois et 28 jours)                   |
| Siège vacant à la suite du décès de La Dow. | Siège vacant à la suite du décès de La Dow. | Siège vacant à la suite du décès de La Dow. | 2 mai - 25 octobre 1875                                    |
|                                             | Lafayette Lane                              | Démocrate                                   | 25 octobre 1875 - 3 mars 1877 (1 an, 4 mois et 6 jours)    |
|                                             | Richard Williams                            | Républicain                                 | 4 mars 1877 - 3 mars 1879 (1 an, 11 mois et 27 jours)      |
|                                             | John Whiteaker                              | Démocrate                                   | 4 mars 1879 - 3 mars 1881 (1 an, 11 mois et 27 jours)      |
|                                             | Melvin Clark George                         | Républicain                                 | 4 mars 1881 - 3 mars 1885 (3 ans, 11 mois et 27 jours)     |
|                                             | Binger Hermann                              | Républicain                                 | 4 mars 1885 - 3 mars 1893 7 ans, 11 mois et 27 jours       |

## De 1893 à 1943
En 1893, l'Oregon élit deux représentants dans deux districts congressionnels. Un troisième district est créé en 1913.
| Congrès         | 1er district         | 2e district             | 3e district               |
| --------------- | -------------------- | ----------------------- | ------------------------- |
| 53e (1893-1895) | Binger Hermann (R)   | William R. Ellis (R)    |                           |
| 54e (1895-1897) | Binger Hermann (R)   | William R. Ellis (R)    |                           |
| 55e (1897-1899) | Thomas H. Tongue (R) | William R. Ellis (R)    |                           |
| 56e (1899-1901) | Thomas H. Tongue (R) | Malcolm A. Moody (R)    |                           |
| 57e (1901-1903) | Thomas H. Tongue (R) | Malcolm A. Moody (R)    |                           |
| 58e (1903-1905) | Binger Hermann (R)   | John N. Williamson (R)  |                           |
| 59e (1905-1907) | Binger Hermann (R)   | John N. Williamson (R)  |                           |
| 60e (1907-1909) | Willis C. Hawley (R) | William R. Ellis (R)    |                           |
| 61e (1909-1911) | Willis C. Hawley (R) | William R. Ellis (R)    |                           |
| 62e (1911-1913) | Willis C. Hawley (R) | Walter Lafferty (R)     |                           |
| 63e (1913-1915) | Willis C. Hawley (R) | Nicholas J. Sinnott (R) | Walter Lafferty (R)       |
| 64e (1915-1917) | Willis C. Hawley (R) | Nicholas J. Sinnott (R) | Clifton N. McArthur (R)   |
| 65e (1917-1919) | Willis C. Hawley (R) | Nicholas J. Sinnott (R) | Clifton N. McArthur (R)   |
| 66e (1919-1921) | Willis C. Hawley (R) | Nicholas J. Sinnott (R) | Clifton N. McArthur (R)   |
| 67e (1921-1923) | Willis C. Hawley (R) | Nicholas J. Sinnott (R) | Clifton N. McArthur (R)   |
| 68e (1923-1925) | Willis C. Hawley (R) | Nicholas J. Sinnott (R) | Elton Watkins (D)         |
| 69e (1925-1927) | Willis C. Hawley (R) | Nicholas J. Sinnott (R) | Maurice E. Crumpacker (R) |
| 70e (1927-1929) | Willis C. Hawley (R) | Nicholas J. Sinnott (R) | Franklin F. Korell (R)    |
| 71e (1929-1931) | Willis C. Hawley (R) | Robert R. Butler (R)    | Franklin F. Korell (R)    |
| 72e (1931-1933) | Willis C. Hawley (R) | Robert R. Butler (R)    | Charles H. Martin (D)     |
| 73e (1933-1935) | James W. Mott (R)    | Walter M. Pierce (D)    | Charles H. Martin (D)     |
| 74e (1935-1937) | James W. Mott (R)    | Walter M. Pierce (D)    | William A. Ekwall (R)     |
| 75e (1937-1939) | James W. Mott (R)    | Walter M. Pierce (D)    | Nan Wood Honeyman (D)     |
| 76e (1939-1941) | James W. Mott (R)    | Walter M. Pierce (D)    | Homer D. Angell (R)       |
| 77e (1941-1943) | James W. Mott (R)    | Walter M. Pierce (D)    | Homer D. Angell (R)       |

## Depuis 1943
À partir de 1943, l'Oregon élit quatre représentants à la Chambre des représentants. Un cinquième représentant est ajouté en 1983 puis un sixième en 2023.
| 78e (1943-1945)  | James W. Mott (R)     | Lowell Stockman (R) | Homer D. Angell (R)  | Harris Ellsworth (R)   |                         |                    |
| 79e (1945-1947)  | A. Walter Norblad (R) | Lowell Stockman (R) | Homer D. Angell (R)  | Harris Ellsworth (R)   |                         |                    |
| 80e (1947-1949)  | A. Walter Norblad (R) | Lowell Stockman (R) | Homer D. Angell (R)  | Harris Ellsworth (R)   |                         |                    |
| 81e (1949-1951)  | A. Walter Norblad (R) | Lowell Stockman (R) | Homer D. Angell (R)  | Harris Ellsworth (R)   |                         |                    |
| 82e (1951-1953)  | A. Walter Norblad (R) | Lowell Stockman (R) | Homer D. Angell (R)  | Harris Ellsworth (R)   |                         |                    |
| 83e (1953-1955)  | A. Walter Norblad (R) | Sam Coon (R)        | Homer D. Angell (R)  | Harris Ellsworth (R)   |                         |                    |
| 84e (1955-1957)  | A. Walter Norblad (R) | Sam Coon (R)        | Edith Green (D)      | Harris Ellsworth (R)   |                         |                    |
| 85e (1957-1959)  | A. Walter Norblad (R) | Al Ullman (D)       | Edith Green (D)      | Charles O. Porter (D)  |                         |                    |
| 86e (1959-1961)  | A. Walter Norblad (R) | Al Ullman (D)       | Edith Green (D)      | Charles O. Porter (D)  |                         |                    |
| 87e (1961-1963)  | A. Walter Norblad (R) | Al Ullman (D)       | Edith Green (D)      | Edwin R. Durno (R)     |                         |                    |
| 88e (1963-1965)  | A. Walter Norblad (R) | Al Ullman (D)       | Edith Green (D)      | Robert B. Duncan (D)   |                         |                    |
| 89e (1965-1967)  | Wendell Wyatt (R)     | Al Ullman (D)       | Edith Green (D)      | Robert B. Duncan (D)   |                         |                    |
| 90e (1967-1969)  | Wendell Wyatt (R)     | Al Ullman (D)       | Edith Green (D)      | John R. Dellenback (R) |                         |                    |
| 91e (1969-1971)  | Wendell Wyatt (R)     | Al Ullman (D)       | Edith Green (D)      | John R. Dellenback (R) |                         |                    |
| 92e (1971-1973)  | Wendell Wyatt (R)     | Al Ullman (D)       | Edith Green (D)      | John R. Dellenback (R) |                         |                    |
| 93e (1973-1975)  | Wendell Wyatt (R)     | Al Ullman (D)       | Edith Green (D)      | John R. Dellenback (R) |                         |                    |
| 94e (1975-1977)  | Les AuCoin (D)        | Al Ullman (D)       | Robert B. Duncan (D) | James H. Weaver (D)    |                         |                    |
| 95e (1977-1979)  | Les AuCoin (D)        | Al Ullman (D)       | Robert B. Duncan (D) | James H. Weaver (D)    |                         |                    |
| 96e (1979-1981)  | Les AuCoin (D)        | Al Ullman (D)       | Robert B. Duncan (D) | James H. Weaver (D)    |                         |                    |
| 97e (1981-1983)  | Les AuCoin (D)        | Denny Smith (R)     | Ron Wyden (D)        | James H. Weaver (D)    |                         |                    |
| 98e (1983-1985)  | Les AuCoin (D)        | Robert F. Smith (R) | Ron Wyden (D)        | James H. Weaver (D)    | Denny Smith (R)         |                    |
| 99e (1985-1987)  | Les AuCoin (D)        | Robert F. Smith (R) | Ron Wyden (D)        | James H. Weaver (D)    | Denny Smith (R)         |                    |
| 100e (1987-1989) | Les AuCoin (D)        | Robert F. Smith (R) | Ron Wyden (D)        | Peter DeFazio (D)      | Denny Smith (R)         |                    |
| 101e (1989-1991) | Les AuCoin (D)        | Robert F. Smith (R) | Ron Wyden (D)        | Peter DeFazio (D)      | Denny Smith (R)         |                    |
| 102e (1991-1993) | Les AuCoin (D)        | Robert F. Smith (R) | Ron Wyden (D)        | Peter DeFazio (D)      | Mike Kopetski (D)       |                    |
| 101e (1993-1995) | Elizabeth Furse (D)   | Robert F. Smith (R) | Ron Wyden (D)        | Peter DeFazio (D)      | Mike Kopetski (D)       |                    |
| 104e (1995-1997) | Elizabeth Furse (D)   | Wes Cooley (R)      | Ron Wyden (D)        | Peter DeFazio (D)      | Jim Bunn (R)            |                    |
| 105e (1997-1999) | Elizabeth Furse (D)   | Robert F. Smith (R) | Earl Blumenauer (D)  | Peter DeFazio (D)      | Darlene Hooley (D)      |                    |
| 106e (1999-2001) | David Wu (D)          | Greg Walden (R)     | Earl Blumenauer (D)  | Peter DeFazio (D)      | Darlene Hooley (D)      |                    |
| 107e (2001-2003) | David Wu (D)          | Greg Walden (R)     | Earl Blumenauer (D)  | Peter DeFazio (D)      | Darlene Hooley (D)      |                    |
| 108e (2003-2005) | David Wu (D)          | Greg Walden (R)     | Earl Blumenauer (D)  | Peter DeFazio (D)      | Darlene Hooley (D)      |                    |
| 109e (2005-2007) | David Wu (D)          | Greg Walden (R)     | Earl Blumenauer (D)  | Peter DeFazio (D)      | Darlene Hooley (D)      |                    |
| 110e (2007-2009) | David Wu (D)          | Greg Walden (R)     | Earl Blumenauer (D)  | Peter DeFazio (D)      | Darlene Hooley (D)      |                    |
| 111e (2009-2011) | David Wu (D)          | Greg Walden (R)     | Earl Blumenauer (D)  | Peter DeFazio (D)      | Kurt Schrader (D)       |                    |
| 112e (2011-2013) | Suzanne Bonamici (D)  | Greg Walden (R)     | Earl Blumenauer (D)  | Peter DeFazio (D)      | Kurt Schrader (D)       |                    |
| 113e (2013-2015) | Suzanne Bonamici (D)  | Greg Walden (R)     | Earl Blumenauer (D)  | Peter DeFazio (D)      | Kurt Schrader (D)       |                    |
| 114e (2015-2017) | Suzanne Bonamici (D)  | Greg Walden (R)     | Earl Blumenauer (D)  | Peter DeFazio (D)      | Kurt Schrader (D)       |                    |
| 115e (2017-2019) | Suzanne Bonamici (D)  | Greg Walden (R)     | Earl Blumenauer (D)  | Peter DeFazio (D)      | Kurt Schrader (D)       |                    |
| 116e (2019-2021) | Suzanne Bonamici (D)  | Greg Walden (R)     | Earl Blumenauer (D)  | Peter DeFazio (D)      | Kurt Schrader (D)       |                    |
| 117e (2021-2023) | Suzanne Bonamici (D)  | Cliff Bentz (R)     | Earl Blumenauer (D)  | Peter DeFazio (D)      | Kurt Schrader (D)       |                    |
| 118e (2023-2025) | Suzanne Bonamici (D)  | Cliff Bentz (R)     | Earl Blumenauer (D)  | Val Hoyle (D)          | Lori Chavez-DeRemer (R) | Andrea Salinas (D) |

## Premières
- Nan Wood Honeyman (en) est la première femme élu au Congrès dans l’Oregon en 1934[1].
- David Wu (en) est le premier Asio-Américain élu au Congrès dans l’Oregon en 1998, ainsi que le premier Sino-Américain membre de la Chambre des représentants[2].